# 소나무허리노린재
소나무허리노린재는 노린재목 노린재과의 곤충이다.

## 설명
평균 몸길이는 16-20mm이며 수컷은 암컷보다 작다. 그들은 날수있어서 공중에 윙윙거리는 소리를 낸다.

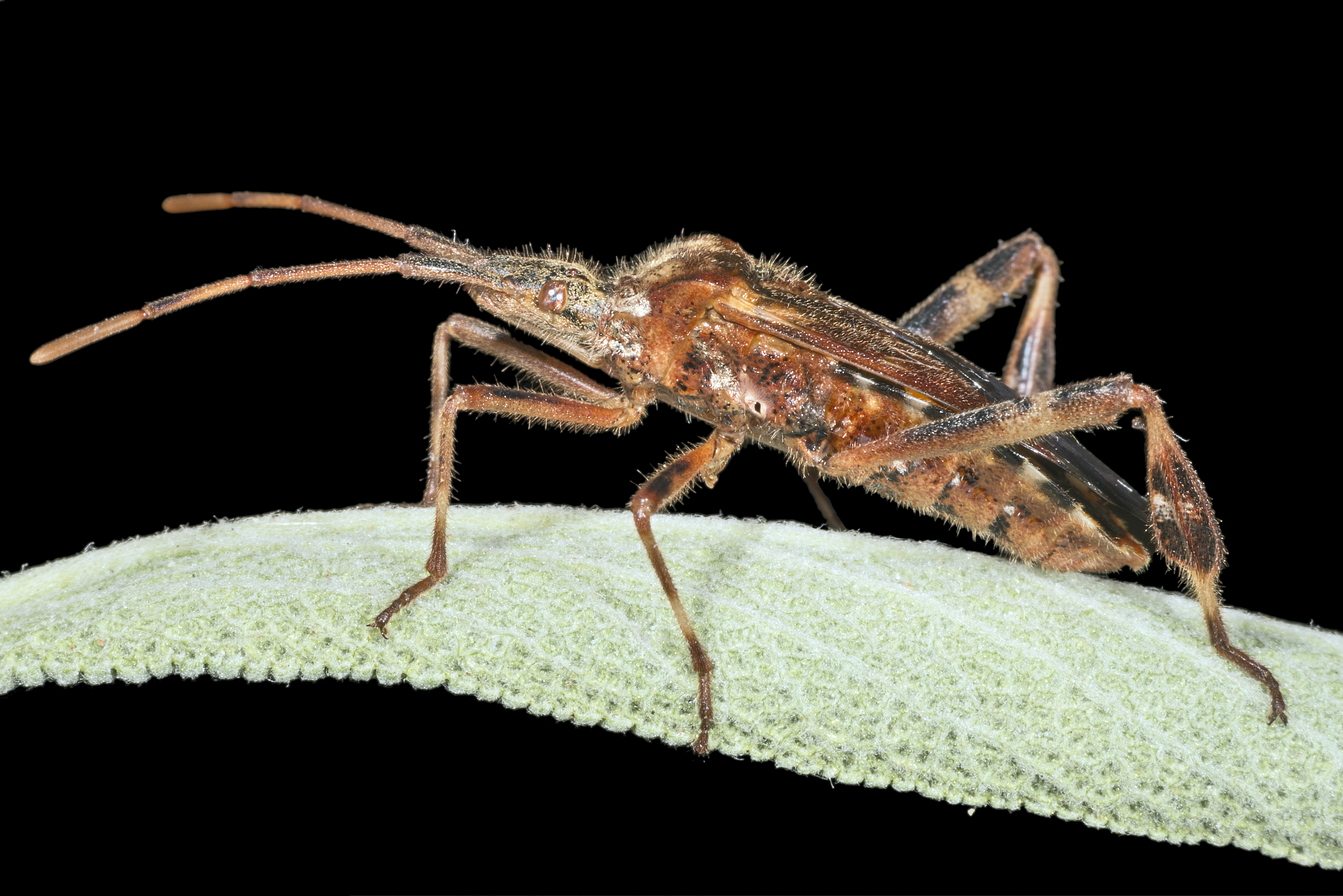
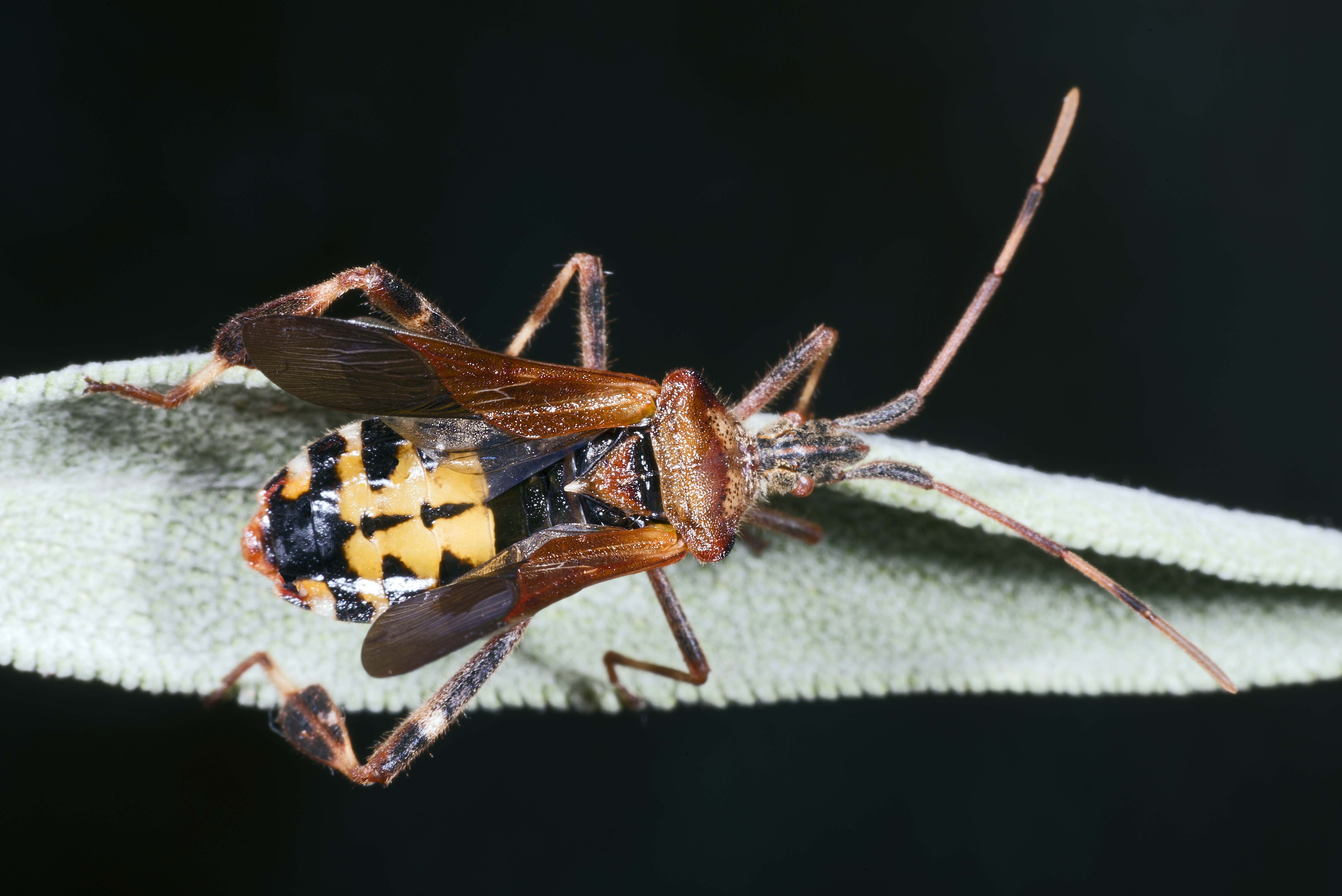
소나무허리노린재의 배
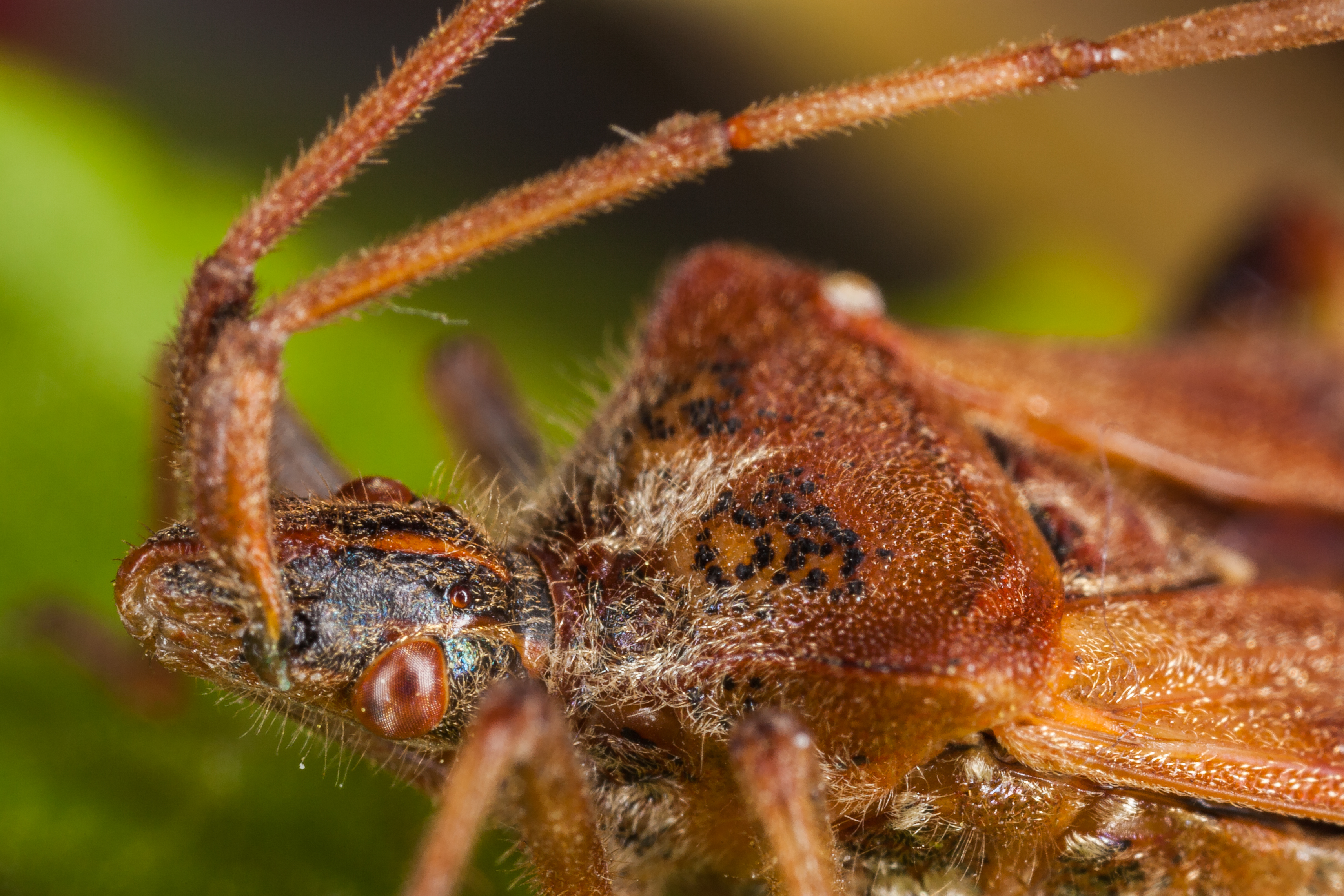
소나무허리노린재의 머리
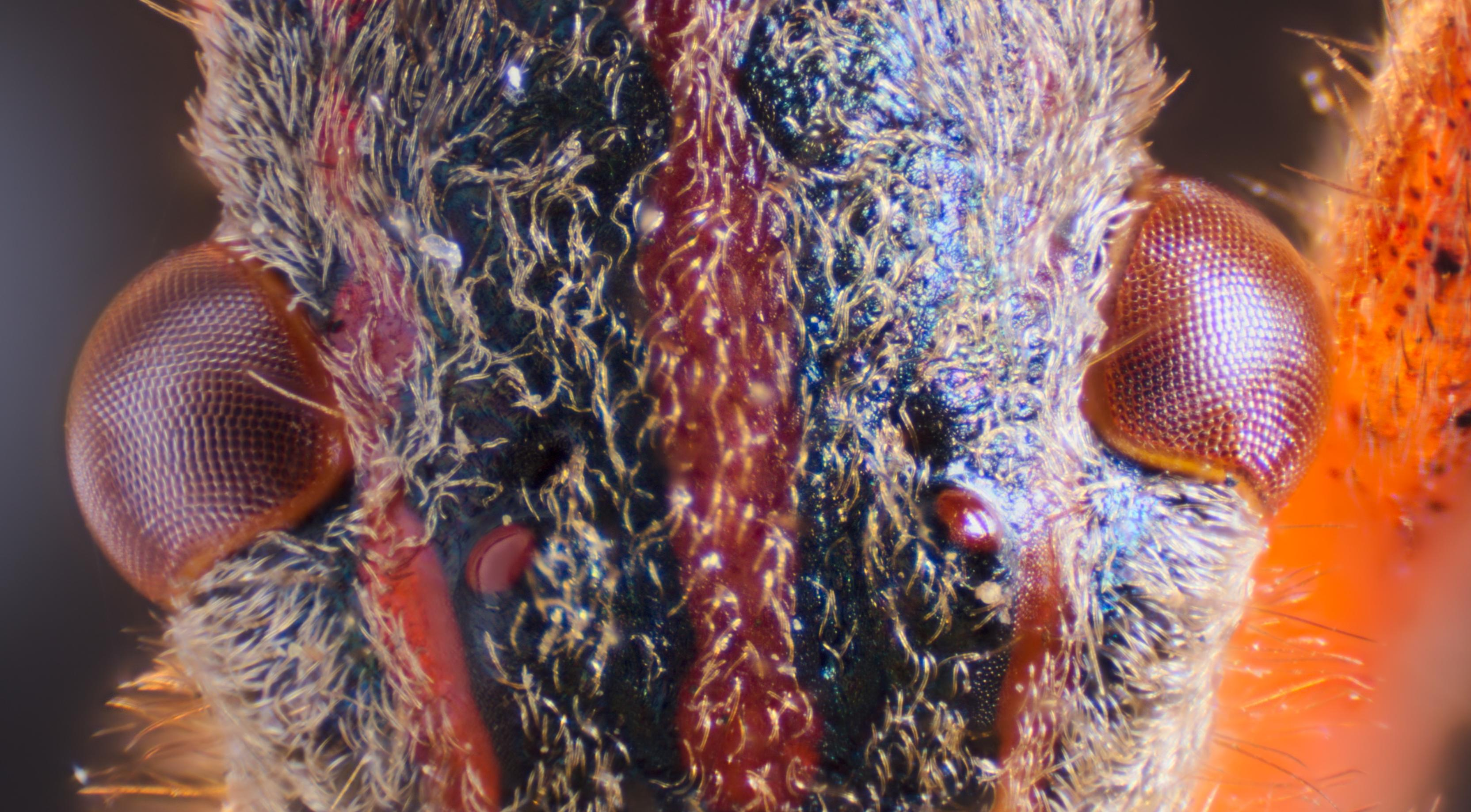
현미경으로 본 소나무허리노린재의 눈